# Rudi Supek
Rudi Supek (Zagreb, 8. travnja 1913. – Zagreb, 2. siječnja 1993.) bio je hrvatski filozof, sociolog i psiholog.
Diplomirao je filozofiju u Zagrebu. Studirao je kliničku psihologiju u Parizu, a 1952. godine doktorirao je na Sorboni. Za vrijeme Drugog svjetskog rata pridružio se francuskom pokretu otpora. Nijemci su ga zatvorili u koncentracijski logor Buchenwald kod Weimara, jedini logor kojeg su logoraši sami oslobodili. Bio je nositelj legije časti i pukovnik francuskog pokreta otpora.
Radio je na Odsjeku za psihologiju Filozofskog fakluteta u Zagrebu i Institutu za društvena istraživanja u Zagrebu. Godine 1963. na Filozofskom fakultetu u Zagrebu osnovao je Odsjek za sociologiju. Inicijator je i jedan od osnivača Korčulanske ljetne škole. Od 1967. do 1973. godine urednik je časopisa Praxis, a utemeljio je i uređivao časopis Pogledi. Širok je spektar tema njegovih radova: od patopsihologije do antropološke, filozofijske i socijalnoekološke problematike.
Bio je brat Ivana Supeka.

## Djela
- "Egzistencijalizam i dekadencija" (1950.)
- "Psihologija građanske lirike" (1952.)
- "Sociologija i socijalizam" (1962.)
- "Herbert Spencer i biologizam u sociologiji" (1965.)
- "Humanistička inteligencija i politika" (1969.)
- "Ova jedina zemlja: idemo li u katastrofu ili u Treću revoluciju?" (1973.)
- "Društvene predrasude" (1973.)
- "Zanat sociologa" (1983.)
- "Živjeti nakon historije" (1986.)
- "Grad po mjeri čovjeka" (1987.)
- "Modernizam i postmodernizam: proturječan čovjek kao utemeljenje. Ogled iz fundamentalne antropologije" (1996.)
- "Umjetnost i psihologija" (1958.)

## Vanjske poveznice
- Rudi Supek Archive na marxists.org
- Rudi Supek, "Protivurječnosti i nedorečenosti jugoslavenskog samoupravnog socijalizma"  Arhivirana inačica izvorne stranice od 6. siječnja 2022. (Wayback Machine)
- "Marx i revolucija"  Arhivirana inačica izvorne stranice od 20. kolovoza 2008. (Wayback Machine)
- Ratko R. Božović "In memoriam"[neaktivna poveznica]